# Freedom from Fear: The American People in Depression and War, 1929-1945
Freedom From Fear: The American People in Depression and War, 1929-1945 (en français À l'abri de la peur. Le Peuple américain entre la dépression et la guerre) est un livre écrit en 1999 par l'historien américain David M. Kennedy, professeur à l'université Stanford. Ce volume fait partie de la collection Oxford History of the United States. Il étudie la façon dont les États-Unis ont fait face à la Grande Dépression et à la Seconde Guerre mondiale. 
Le livre a reçu en 2000 le prix Pulitzer d'histoire, en 2000, le prix Francis Parkman (en), et plusieurs autres prix locaux.